# Medal 150-lecia Fotografii
Medal 150-lecia Fotografii – polskie wyróżnienie niepaństwowe przyznawane przez Ogólnopolski Komitet Organizacyjny Obchodów 150-lecia Fotografii, ustanowione decyzją Zarządu Głównego Związku Polskich Artystów Fotografików w Warszawie, w 1989 roku.

## Historia
Medal 150-lecia Fotografii został ustanowiony przez Zarząd Główny Związku Polskich Artystów Fotografików w 1989 roku, jako medal okolicznościowy upamiętniający 150-lecie wynalezienia fotografii (1839-1989). Autorem projektu wyróżnienia jest artysta plastyk, rzeźbiarz Sławomir Micek z Kielc. Medal został wykonany przez Mennicę Państwową w Warszawie – jednorazowym nakładem, w ilości 500 sztuk. 
Wyróżnienie przyznawane przez Ogólnopolski Komitet Organizacyjny Obchodów 150-lecia Fotografii było uznaniem stanowiącym gratyfikację dla osób, które swoją pracą na rzecz fotografii oraz fotograficzną twórczością artystyczną – przyczyniły się do rozwoju fotografii w Polsce.

## Opis medalu
Medal wykonany w kształcie koła – sporządzony z metalu w kolorze brązowym (brąz patynowany). Średnica medalu wynosi 7 cm. Awers medalu przedstawia wizerunek (profil) Maksymiliana Strasza – w otoku umieszczono napis inż MAKSYMILIAN STRASZ – OJCIEC POLSKIEJ FOTOGRAFII. Rewers przedstawia – w otoku, w górnej lewej części napis 1839–1989, w dolnej lewej części napis 150 LAT FOTOGRAFII. W prawej części rewersu umieszczono wizerunek (lewa część twarzy, z której oko spogląda przez soczewkę umieszczoną w centralnej części rewersu. Od oka spoglądającego, poprzez soczewkę – do lewej części rewersu biegną promienie (świetlne).
Do medalu, umieszczonego w pudełku dołączony był imienny certyfikat o nadaniu

OGÓLNOPOLSKI KOMITET ORGANIZACYJNY OBCHODÓW 150 LECIA FOTOGRAFII
w uznaniu zasług dla rozwoju fotografii nadaje
imię i nazwisko
MEDAL 150-lecia fotografii (1839–1989)
Warszawa 1989

Dokument podpisany był przez Sekretarza oraz Przewodniczącego (w roku obchodów był nim Prezes ZPAF Paweł Pierściński).